# Bad Ditzenbach
Bad Ditzenbach är en kommun och ort i Landkreis Göppingen i regionen Stuttgart i Regierungsbezirk Stuttgart i förbundslandet Baden-Württemberg i Tyskland. Kommunen bildades 1 januari 1975 genom en sammanslagning av Bad Ditzenbach och Gosbach.
Kommunen ingår i kommunalförbundet Deggingen tillsammans med kommunen Deggingen.